# Дусембаев, Юсуп
Юсуп Дусембаев — советский хозяйственный, государственный и политический деятель, Герой Социалистического Труда.

## Биография
Родился в 1892 году в Форте-Шевченко.
С 1910 года — на хозяйственной, общественной и политической работе. В 1910—1952 гг. — чабан в Закаспийской области, дехканин, организатор этнически казахского жиивотноводческого совхоза, председатель совхоза, управляющий первой фермой каракулеводческого совхоза «Уч-Аджи» Министерства внешней торговли СССР Байрам-Алийского района Марыйской области с центром в селе Уч-Аджи (сегодня — Багтыярлык).
Указом Президиума Верховного Совета СССР от 15 сентября 1948 года удостоен звания Героя Социалистического Труда за «получение в 1947 году высокой продуктивности животноводства при выполнении колхозом обязательных поставок сельскохозяйственных продуктов и плана развития животноводства по всем видам скота» с вручением ордена Ленина и золотой медали «Серп и Молот».
Этим же Указом званием Героя Социалистического Труда были также награждены директор совхоза «Уч-Аджи» Александр Иванович Трапезников, управляющий третьей фермой Шалар Чарыев и чабаны Аллаяр Бердыев, Ходжа Нияз Бяшимов, Кочкар Рахмедов, Нурыназар Сеидов, Ахмедьяр Суликбаев.
Умер в 1952 году.